# Podolí (district de Žďár nad Sázavou)
Pour les articles homonymes, voir Podolí.
Podolí (en allemand : Podol) est une commune du district de Žďár nad Sázavou, dans la région de Vysočina, en République tchèque. Sa population s'élevait à 90 habitants en 2020.

## Géographie
Podolí se trouve à 7 km à l'est d'Ostrov nad Oslavou, à 14 km au sud-est de Žďár nad Sázavou, à 37 km à l'est-nord-est de Jihlava à 136 km à l'est-sud-est de Prague.
La commune est limitée par Řečice et Radešínská Svratka au nord, par Bobrová à l'est, par Radešín au sud et par Radešín à l'ouest.

## Histoire
La première mention écrite de la localité date de 1333.

## Transports
Par la route, Podolí se trouve à 9 km d'Ostrov nad Oslavou, à 13,5 km de Žďár nad Sázavou, à 50,5 km de Jihlava et à 170 km de Prague.